# Isabel Gallotti
Maria Isabel Diniz Gallotti Rodrigues OMM (Rio de Janeiro, 28 de julho de 1963) é uma magistrada brasileira. Desde 10 de agosto de 2010 é ministra do Superior Tribunal de Justiça (STJ).
É filha, neta e bisneta de ex-ministros do Supremo Tribunal Federal, respectivamente, Octavio Pires e Albuquerque Gallotti, Luís d'Assunção Gallotti e Antônio Pires e Albuquerque, bem como esposa do ministro do Tribunal de Contas da União Walton Alencar Rodrigues.

## Carreira
Graduada em direito pela Universidade de Brasília (UnB) em 1985, obteve da mesma universidade, em 1988, certificado de especialização em direito e Estado.
Atuou como advogada no Distrito Federal de 1985 até 1989, quando foi aprovada em concurso público para o cargo de procuradora da República. Em 2001, ingressou na magistratura ao ser nomeada para o cargo de desembargadora do Tribunal Regional Federal da 1.ª Região (TRF-1), por meio do quinto constitucional, em vaga destinada a membros do Ministério Público.
Em 2004, Gallotti foi admitida pelo presidente Luiz Inácio Lula da Silva à Ordem do Mérito Militar no grau de Oficial especial.
Em 2010, nomeada pelo presidente Lula para vaga destinada a membro de Tribunal Regional Federal, tornou-se ministra do Superior Tribunal de Justiça (STJ), tomando posse no dia 10 de agosto.
Em 2022, foi eleita pelo Superior Tribunal de Justiça, de onde é oriunda, para o cargo de Ministra Substituta do Tribunal Superior Eleitoral, na vaga destinada à ministros do STJ. Tomou posse em 20 de setembro de 2022. Seu mandato como substituta, se encerra em setembro de 2024. Em 21 de novembro de 2023, tomou posse como ministra efetiva do TSE.